# Harald Schmaußer
Harald Schmaußer (* 29. Oktober 1946 in Würzburg) ist ein deutscher Grafiker, Karikaturist und Maler.

## Leben
Harald Schmaußer wurde am 29. Oktober 1946 in Würzburg geboren. In der Stadt verbrachte er seine Kindheit und besuchte die Schule. Er studierte an der Technische Hochschule Würzburg-Schweinfurt und schloss das Studium als Diplomgrafikdesigner ab. Nach einigen Jahren in wechselnden Betrieben machte sich Schmaußer im Jahr 1987 als freischaffender Künstler selbstständig. Bereits 1981 hatte er eine Galerie im Weinkeller eines historischen Häckerhauses im Ortskern von Sulzfeld am Main eingerichtet, in der er seine eigenen Werke ausstellte.
Schmaußer schuf eine Vielzahl an Werken und spezialisierte sich nicht auf eine bestimmte künstlerische Ausdrucksform. Es entstanden Radierungen, Federzeichnungen, Aquarelle und Acrylzeichnungen. Auch motivisch setzte Schmaußer auf eine Vielzahl an unterschiedlichen Darstellungen. Als verbindendes Element kann die Beziehung zum Fränkischen Weinland und den dort hergestellten Produkten gelten. Zu den bekanntesten Figuren Schmaußers zählt das „Oechsletier“, das seinen Namen von der Maßeinheit für das Mostgewicht des Traubenmostes Grad Oechsle ableitet.

## Werke (Auswahl)
- mit Hans Bauer: Dettelbach. Häuser, Straßen und Flurdenkmäler berichten aus der Stadtgeschichte. Högner, Kitzingen 1975, ISBN  3-92137-10-6 (defekt).
- mit Engelbert Bach: Fränkische Tierli. Neue Entdeckungen in der fränkischen Fauna. Greß, Marktbreit 1981, ISBN 3-920094-23-9.
- mit Hans-Dieter Schmidt: Den schönen Fluß hinunter. Eine poetische Mainreise von Volkach nach Aschaffenburg. Buchheim Verlag, Wertheim 1983.
- Halleluja Frankonia! Sulzphenia, Sulzfeld am Main 1986, ISBN 3-9801363-0-2 (?).
- mit Heinz Pritzl: Lieb, Leid, Zeit und Ewigkeit. Ochsenfurt 1989, ISBN 3-98000343-6-4.
- Das Oechsletier erstes, unvollständiges Lehrbuch über das sagenhafte Weintier. Erforscht vom Urknall bis Heute. Sulzphenia, Sulzfeld am Main 1994, ISBN 3-9801363-1-0.
- mit Edi Hornischer, Hg. von Hans Michael Hensel: Edis kleine Bettlektüre. Heitere Gedichte zum Lesen und Vorlesen. Zenos Verlag, Segnitz 1994, ISBN 3-931018-01-6.
- mit Edi Hornischer, Hg. von Hans Michael Hensel: Das Blaue vom Himmel. Heitere Gedichte zum Lesen und Vorlesen. Zenos Verlag, Segnitz 1995, ISBN 3-931018-12-1.
- Jagd & Wein höchst subjektiv aufs Korn genommen. Sulzphenia, Sulzfeld am Main 2002, ISBN 3-9801363-2-9.
- Miau – der Kater kräht. Sulzphenia, Sulzfeld am Main 2007, ISBN 3-9801363-0-2.